# Federico Burguez
Federico Burguez, vollständiger Name Federico Burguez Vasilj, (* 24. Juni 1994 im Stadtgebiet der heutigen Ciudad de la Costa) ist ein ehemaliger uruguayischer Fußballspieler.

## Karriere
Der 1,88 Meter große Defensivakteur Burguez steht seit der Saison 2016 im Profikader des Zweitligisten Canadian Soccer Club. Dort debütierte er unter Trainer Matías Rosa am 10. September 2016 bei der 1:2-Auswärtsniederlage gegen den Club Atlético Rentistas mit einem Startelfeinsatz in der Segunda División. In der Saison 2016 bestritt er ein Zweitligaspiel ohne persönlichen Torerfolg. Nach dieser Spielzeit verließ er den Klub und schloss sich den Rampla Juniors an. Nach 2017 sind keine weiteren Daten im Profifußball verzeichnet.